# Swissinfo
スイスインフォ（SWI swissinfo.ch）は国外向けにスイスのニュースや情報を発信するウェブサイト。スイス放送協会（SRG SSR idée suisse）の一部門で、元々は、スイス国際放送局としてラジオを中心とした報道を行っていたが、財政上の理由から現在はインターネット上での報道に特化している。本社はスイスのベルンにあり、またチューリッヒやジュネーブ、スイス政府の記者クラブに支局がある。
受信料とスイス政府の財政より運営される。
記事、写真、音声、ビデオを通して、主にスイスの政治、経済、文化、教育、観光を中心に取り上げる。
ニュースや情報はドイツ語、フランス語、イタリア語、英語、スペイン語、ポルトガル語、アラビア語、中国語、日本語、ロシア語の10カ国語で報道される。また、ブログでも情報を発信している。

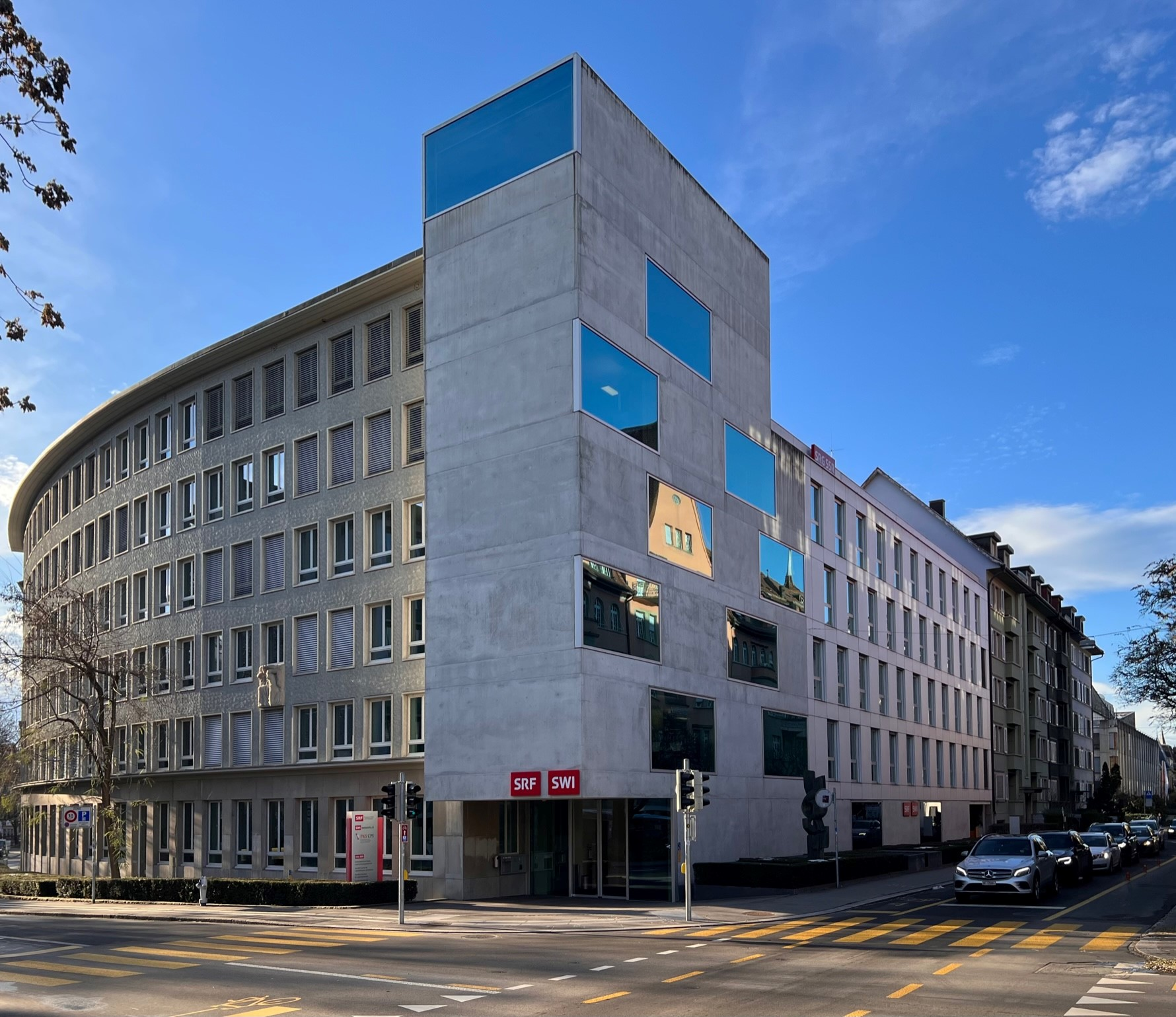
スイスのベルンにあるSwissinfo本社

## 沿革
元々は、スイス放送協会のスイス国際放送局としてラジオを中心とした報道を行っていた。
1990年代から、経済的理由からスイスインフォは、ラジオ中心の報道から、インターネット上での報道に特化した。
1999年にはドイツ語、フランス語、英語、ポルトガル語によるインターネット報道が開始され、翌年には日本語、イタリア語、スペイン語がこれに続き、2001年にはアラビア語、中国語による報道が開始された。
2005年3月21日、親会社であるスイス放送協会(SRG SSR) はスイスインフォの大幅な縮小方針を発表した。
スイス放送協会によるリストラ案は、英語での報道のみに限り、組織は協会の一部門であるドイツ語放送局の傘下に組み込まれるというものだった。また、スイスの国語であるドイツ語、フランス語、イタリア語での報道については、在外スイス人を対象とし、限られた内容にとどまり、各言語の担当記者は1人に限り、スイス放送協会内の記者がこれに当るというものだった。しかし、こうしたリストラ計画は、政府の意向により撤回された。連邦政府は2007年夏、改めてスイスイフォに対し、主にインターネット上で活動する報道機関としての使命を果たすよう求めた。
2013年にロシア語での報道が開始した。